# Sertularia ochotensis
Sertularia ochotensis är en nässeldjursart som beskrevs av Kudelin 1914. Sertularia ochotensis ingår i släktet Sertularia och familjen Sertulariidae. Inga underarter finns listade i Catalogue of Life.